# Medgyes magyar irodalmi élete
Medgyes magyar irodalmi élete – A szászság egyik jelentős központjaként ismert városba, amelynek akkor még latin nyelvű kegyesrendi gimnáziumában Dugonics András is tanított, csak II. József 1786-os rendelete nyomán indult meg a románság és magyarság lassú betelepedése. A 19. század elején megkezdődött iparosodás során a helybeli magyar lakosok száma az 1850-es 264 lélekről 1910-ig 1694-re emelkedett, a 20. század második felében a közeli Székelyföldről urbanizálódó bevándorlókkal mintegy 12000-re nőtt.
A Medgyesen élő református hívők 1888-ban építettek templomot, a magyar felekezeti iskolák viszont sokáig elemi szinten maradtak. A magyar művelődési életet lelkes tanítók, lelkészek indították meg, énekkarok, olvasókörök, színjátszó csoportok szervezésével. 1862-ben létesült a Magyar Kaszinó, ugyanekkor az Ipartestületben olvasóegylet kezdte meg működését. 1905-ben jelent meg a Medgyesi Újság c. magyar nyelvű hetilap, de 1918-ban megszűnt, s csak 1934-ben indult újra független magyar hetilap Medgyesi Lapok címmel Sz. Nagy Sándor gondozásában. Ezt 1938-ban a királyi diktatúra tiltotta be. Közben megjelent Plébánia címmel a római katolikus lelkészi hivatal mindössze 12 számot megért havilapja is, ezt előbb Máthé Benvenut, majd Kelemen Ágoston ferencesrendi szerzetes szerkesztette. A medgyesi magyar munkásság művelődési igényeit 1935-től a helyi MADOSZ igyekezett kielégíteni: székházat vásárolt, könyvtárat, klubot tartott fenn, s a református egyházzal közös énekkart szervezett.
A második világháború után a Magyar Népi Szövetség helyi szervezetében folyt a művelődési élet. Új szakasz 1968-ban kezdődött. Ekkor jött létre Koncz Ilona tanárnő kezdeményezésére a helyi szabadegyetem. Vezetői 1972 és 1986 között, majd 1989-től kezdve újra Szabó M. Attila és Szabó M. Erzsébet tanárok, közben 1986 és 1989 között Jakab Elek mérnök. A szabadegyetem rövid idő alatt országos hírű lett: a hetente rendezett, több mint 100 előadáson vendége volt az intézménynek a romániai magyar irodalmi és tudományos élet számos jelentős képviselője. Az intézmény fórumot biztosított a város egyre nagyobb számú magyar értelmiségi szakemberének is: mérnököknek, közgazdászoknak, tanároknak és tanítóknak, orvosoknak és jogászoknak, hasznosan kiegészítve az 1986-ban indult magyar tannyelvű líceum, majd az 1990-ben létrehozott magyar nyelvű általános iskola oktató szerepét.
A szabadegyetem meghívására előadóművészek, képzőművészek, zenészek, népművészek részvételével előadó esték, hangversenyek és kiállítások kapcsolódtak be a város életébe. Így a helyi evangélikus templomban orgonakoncertekre hívták meg a hazai orgonaművészeket. Iszlay László zenetanár munkáját dicséri az 1980-as években működött régizene-együttes, míg Iszlay Borbála és Sebők Anikó csoportot szervezett a néptánc művelésére. Az 1989-es történelmi fordulat lehetővé tette, hogy a medgyesi háromnyelvű népszínház magyar tagozata több előadásban szerepeljen mind a város, mind a környék színpadjain, igénybe véve a marosvásárhelyi, sepsiszentgyörgyi és kolozsvári színházak művészeinek segítségét a rendezésben.
Medgyes ismert szülötte Lám Béla, mezőgépészeti szakmunkák s a Körön kívül... c. önéletrajzi regény szerzője.